# Josef Ondřej Lindauer
Josef Ondřej Lindauer (29. listopadu 1784, Plzeň – 5. června 1850, České Budějovice) byl kanovníkem Metropolitní kapituly u sv. Víta v Praze (1835 až 1845) a třetí biskup českobudějovický (1845 až 1850); je pochován na budějovickém hřbitově.

## Život
Narodil se 29. listopadu 1784 v Plzni. Přestože pocházel z chudých rodinných poměrů a není známo, že by jej podporoval někdo cizí, dokázal se díky svému nadání a píli vypracovat. Po studiích na plzeňském gymnáziu nastoupil do pražského arcibiskupského semináře. Na kněze byl vysvěcen 15. srpna 1807 a stal se kaplanem v Malesicích. V roce 1809 působil jako kaplan v Horšicích, v roce 1810 byl zámeckým kaplanem v Dolní Lukavici. Do Letin přišel v roce 1813 a byl tu jmenován děkanem. Byl výtečným katechetou a uznávaným kazatelem. Svoji činnost v Letinech skončil v roce 1817 a odešel jako farář zpět do Dolní Lukavice. Na místa svého dřívějšího působení v pozdějších letech nezapomněl. Roku 1838 daroval letinskému kostelu nový pozlacený kalich s ostatky svatého Prokopa a pozlacený ornát. Roku 1846 založil nadaci pro pomocného učitele v Letinech v hodnotě 1 000 zlatých, s ročním výnosem 50 zlatých. Obdobnou nadaci založil také při farní škole v Horšicích. Obraz Josefa Ondřeje Lindauera se nachází na blovické faře.
Od roku byl 1824 děkanem v Přešticích, o rok později se stal sekretářem zdejšího vikariátu. Již roku 1827 byl jmenován arciděkanem v Plzni a radou pražské arcibiskupské konzistoře. Vynikal jako duchovní správce i jako kazatel. O osm let později, v roce 1835, se stal kanovníkem a českým kazatelem u sv. Víta v Praze.
Roku 1842 byl jmenován radou zemského gubernia, přičemž jeho úkolem byla starost o úřední záležitosti, ve kterých docházelo ke střetům zájmů církve a státu. Právě v této funkci se dostával často do styku s českobudějovickou biskupskou konzistoří. V úředních jednáních vystupoval jako ten, který je pražskou arcibiskupskou konzistoří a zároveň i zemským guberniem pověřen řešením především personálních otázek – nejčastěji se jednalo o jmenování do různých církevních úřadů, při kterých měl kromě církve své slovo i stát. V případě českobudějovické diecéze se jednalo zejména o jmenování kanovníků a o případ jmenování Vojtěcha Lidmanského arcibiskupem v Gurku. Podle všeho si vedl natolik dobře, že od svého nadřízeného, arcivévody Štěpána, získal vřelé doporučení ke jmenování do úřadu českobudějovického biskupa po smrti Arnošta Konstantina Růžičky v březnu 1845.
Ferdinand V. rozhodl o tomto jmenování 22. září 1845. Biskupské jmenování bylo papežem Řehořem XVI. potvrzeno 25. listopadu 1845. Biskupské svěcení obdržel z rukou pražského arcibiskupa Aloise Schrenka 18. ledna 1846. Slavnostní intronizace v českobudějovickém katedrálním kostele sv. Mikuláše se konala 2. února téhož roku. Jak již bylo výše řečeno, doba jeho biskupského působení byla velmi krátká – zemřel již 4. června 1850 ve věku 65 let. Podle svého přání byl pohřben do obyčejného hrobu na staroměstském hřbitově u kostela sv. Jana Křtitele a sv. Prokopa v Českých Budějovicích.
Jako člověk byl sice Lindauer velmi přísný, avšak měl dobré srdce, což ukazoval především ve svých charitativních aktivitách, které však prováděl velmi promyšleně a cíleně: podporoval především osvědčené místní podpůrné instituce, naopak odmítal přispívat na pro něj podezřelé aktivity jednotlivců nebo spolků. Proto například poskytoval značnou finanční pomoc  českobudějovické nemocnici, do které uvedl roku 1849 milosrdné sestry sv. Karla Boromejského, což je považováno za jeden z největších počinů jeho episkopátu. Relativně velkými částkami také pomáhal chodu místního chudobince. Podobně konal i v jiných místech po diecézi. Známé jsou také případy podpory rodin po zesnulých učitelích, a také kněží, jejichž příjmy nestačily k pokrytí životních nákladů. Na dobročinné účely odkázal prakticky veškerý svůj majetek.
Ačkoli autoři, kteří o Lindauerovi doposud psali, se shodují na tvrzení, že byl spíše kancelářským typem, provedl v průběhu prvních dvou let svého biskupského působení generální vizitaci celé diecéze, což vyžadovalo velké fyzické i duševní vypjetí. O jeho návštěvách v různých částech diecéze svědčí zejména zápisy místních kronik. V oblasti církevní správy neprovedl prakticky žádné změny – doba jeho působení byla na to příliš krátká a pro jemu svěřenou diecézi znamenala plynulý přechod od působení jeho předchůdce Arnošta Konstantina Růžičky k episkopátu jeho nástupce Jana Valeriána Jirsíka.
Nezachovalo se po něm žádné teologické nebo jiné literární dílo. Avšak jako biskupa jej v roce 1848 pražská univerzita jmenovala doktorem teologie.
Lindauerovo politické směřování ukázal revoluční rok 1848. Zcela jednoznačně stál na straně vládnoucí dynastie a jejích zájmů. Z jeho iniciativy byli dokonce zatčeni dva kněží českého původu, kteří se v jeho sídelním městě snažili získat obyčejné lidi pro podporu pražského povstání. Jeho postoj k revoluci byl jednoznačně odsuzující. Kvůli svým postojům byl v letech 1848–1849 silně kritizován v českém tisku. V roce 1849 se účastnil jednání mezi státem a církví ve Vídni. Dá se předpokládat, že zpracování jeho společenského angažmá v letech 1848–1849 pomůže v užším kontextu k rozšíření poznání průběhu revolučních událostí v Českých Budějovicích, v širším kontextu v Čechách a v nejširším v celé monarchii.
V literatuře bývá řazen mezi josefinisty – a s tímto tvrzením lze nepochybně souhlasit, ačkoli tento církevně-politický systém se ke konci jeho života již rozpadal. Z jeho postojů nelze vyčíst Lindauerův vztah k soudobým teologickým či jiným duchovním proudům: spíše než obraz „biskupa-teologa-pastýře“, vyvolává obraz „biskupa-loajálního státního úředníka“. To však neznamená, že by mu na srdci neležela jedna z nejdůležitějších úloh katolického biskupa, tj. zajištění kontinuity katolické víry. Důkazem je jeho velká starost o bezproblémové fungování biskupského kněžského semináře, kterého se dotkly nejen revoluční nepokoje roku 1848, ale také personální obtíže v jeho vedení. Lindauerovi se podařilo problémy vcelku taktně vyřešit a poměry v semináři stabilizovat. 